# Aleuritopteris papuana
Aleuritopteris papuana är en kantbräkenväxtart som först beskrevs av Carl Frederik Albert Christensen, och fick sitt nu gällande namn av H.Schneid. Aleuritopteris papuana ingår i släktet Aleuritopteris och familjen Pteridaceae. Inga underarter finns listade.